# 米長 (和紙製造業)
株式会社米長（こめちょう）は、岐阜県美濃市に本社を置く、和紙関連商品の製造メーカーである。

## 概要
「和紙の郷」岐阜県美濃市にて江戸末期に創業、昭和29年よりあぶらとり紙、紙せっけん、懐紙、茶掛軸を中心とした和紙商品の製造・販売をしている。

## 沿革
- 江戸時代末期 - 個人として200年以上前に創業
- 1954年1月 - 株式会社米長商店設立
- 1979年12月 - 株式会社米長に商号変更
- 1994年5月 - 本社及び、工場、配送センターを現在の所在地に移転
- 2008年8月 - 一宮店設立